# Јарослав Шилхави
Јарослав Шилхави (чеш. Jaroslav Šilhavý; Плзењ, 3. новембар 1961), чешки фудбалски тренер и бивши играч. Тренутно је селектор репрезентације Чешке Републике.
Целу играчку каријеру Шилхави је провео у Чехословачкој. Укупно је одиграо 465 утакмица у родној земљи што је и рекорд тамошње лиге. Постигао је двадесет и пет голова. Његов син, Томаш, такође се бавио фудбалом.
Као тренер, Шилхави је са Слованом из Либереца освојио Прву лигу Чешке 2011/12. Поред Либереца, водио је и друге чешке клубове као што су Кладно, Викторија Плзењ, Динамо Чешке Будјејовице и Славију из Прага. Такође је био и помоћни тренер у репрезентацији Чешке, а 2018. године именован је за сталног тренера те селекције.

## Статистика тренереске каријере
Ажурирано 16. новембра 2021.
| Екипа                    | Од                  | До                 | Учинак | Учинак | Учинак | Учинак | Учинак | Учинак | Учинак | Учинак |
| Екипа                    | Од                  | До                 | ОУ     | П      | Н      | И      | ДГ     | ПГ     | ГР     | П %    |
| ------------------------ | ------------------- | ------------------ | ------ | ------ | ------ | ------ | ------ | ------ | ------ | ------ |
| Кладно                   | 7. јун 2007.        | 31. мај 2008.      | 31     | 6      | 10     | 15     | 32     | 46     | −14    | 019,35 |
| Викторија Плзењ          | 31. мај 2008.       | 7. октобар 2008.   | 11     | 3      | 5      | 3      | 16     | 15     | +1     | 027,27 |
| Динамо Чешке Будјејовице | 14. октобар 2009.   | 6. јун 2011.       | 55     | 16     | 19     | 20     | 55     | 72     | −17    | 029,09 |
| Слован Либерец           | 6. јун 2011.        | 15. април 2014.    | 119    | 62     | 28     | 29     | 201    | 142    | +59    | 052,10 |
| Јаблонец                 | 2. јун 2014.        | 8. децембар 2015.  | 62     | 34     | 14     | 14     | 112    | 52     | +60    | 054,84 |
| Дукла Праг               | 17. мај 2016.       | 5. септембар 2016. | 6      | 2      | 1      | 3      | 9      | 7      | +2     | 033,33 |
| Славија Праг             | 5. септембар 2016.  | 19. децембар 2017. | 58     | 36     | 15     | 7      | 116    | 39     | +77    | 062,07 |
| Чешка Република          | 18. септембар 2018. | данас              | 39     | 21     | 4      | 14     | 62     | 45     | +17    | 053,85 |
| Укупно                   | Укупно              | Укупно             | 380    | 180    | 96     | 104    | 602    | 416    | +186   | 047,37 |

## Успеси

### Као играч
Славија Праг
- Вицепрвак Прве лиге Чехословачке: 1992/93.

Петра Дрновице
- Финалиста Купа Чешке: 1995/96.

### Као тренер
Слован Либерец
- Првак Прве лиге Чешке: 2011/12.

Јаблонец
- Финалиста Купа Чешке:  2014/15.

Славија Праг
- Првак Прве лиге Чешке: 2016/17.